# Scream (chanson de Timbaland)
Pour les articles homonymes, voir Scream.
Singles par Timbaland
Apologize
(2007) Chop Me Up
(2008)
Singles par Keri Hilson
The Way I Are
(2007) Hero
(2008)
Singles par Nicole Scherzinger
Supervillain
(2007) Puakenikeni
(2007)
Scream est une chanson du producteur, auteur-compositeur et rappeur américain Timbaland, en collaboration avec Keri Hilson et Nicole Scherzinger. Elle est sortie en tant que cinquième et dernier single de son deuxième album studio, Shock Value.

## Liste des titres
CD Single (Royaume-Uni & Australie)
1. Scream (version radio) — 3:44
2. Scream (instrumental) — 5:42

Maxi CD Single (Allemagne)
1. Scream (version radio) — 3:44
2. Scream (instrumental) — 5:42
3. Scream (a cappella) — 5:41
4. Scream (clip) — 3:52

## Classements
| Classement (2008)                       | Meilleure position |
| --------------------------------------- | ------------------ |
| Allemagne (Media Control AG)            | 9                  |
| Australie (ARIA)                        | 20                 |
| Autriche (Ö3 Austria Top 40)            | 18                 |
| Belgique (Flandre Ultratop 50 Singles)  | 15                 |
| Belgique (Wallonie Ultratop 50 Singles) | 35                 |
| Canada (Hot 100)                        | 41                 |
| Tchéquie (IFPI Rádio)                   | 32                 |
| Danemark (Tracklisten)                  | 30                 |
| Europe (Hot 100)                        | 18                 |
| Finlande (Suomen virallinen lista)      | 5                  |
| Hongrie (Rádiós Top 40)                 | 33                 |
| Hongrie (Dance Top 40)                  | 21                 |
| Irlande (IRMA)                          | 10                 |
| Nouvelle-Zélande (RMNZ)                 | 9                  |
| Norvège (VG-lista)                      | 17                 |
| Pays-Bas (Single Top 100)               | 16                 |
| Royaume-Uni (UK Singles Chart)          | 12                 |
| Royaume-Uni (UK R&B Chart)              | 1                  |
| Slovaquie (IFPI Rádio)                  | 5                  |
| Suède (Sverigetopplistan)               | 8                  |